# Tadeusz Diakonowicz
Tadeusz Diakonowicz (Varsó, 1945. október 28. – 2019) lengyel nemzetközi labdarúgó-játékvezető.

## Pályafutása

### Nemzeti játékvezetés
1982-ben lett az I. Liga játékvezetője. Az aktív nemzeti játékvezetéstől 1990-ben vonult vissza.

#### Mérkőzései az NBI-ben
| Időpont          | Helyszín             | Mérkőzés            | Eredmény | Nézők száma |
| ---------------- | -------------------- | ------------------- | -------- | ----------- |
| 1986. április 5. | Népstadion, Budapest | Újpesti Dózsa–Vasas | 0 : 1    | 12 000      |

### Nemzetközi játékvezetés
A Lengyel labdarúgó-szövetség Játékvezető Bizottsága (JB) terjesztette fel nemzetközi játékvezetőnek, a Nemzetközi Labdarúgó-szövetség (FIFA) 1987-től tartotta nyilván bírói keretében. Több nemzetek közötti válogatott és klubmérkőzést vezetett, vagy működő társának partbíróként segített. Az aktív nemzetközi játékvezetéstől 1990-ben a FIFA 45 éves korhatárát elérve búcsúzott. Válogatott mérkőzéseinek száma: 3.

## Statisztika

### Nemzetközi válogatott mérkőzései
| #  | Dátum             | Helyszín                 | Hazai        | Eredmény | Vendég        | Kiírás     | Gólok | Esemény |
| -- | ----------------- | ------------------------ | ------------ | -------- | ------------- | ---------- | ----- | ------- |
| 1. | 1987. április 18. | Tbiliszi, Dinamo Stadion | Szovjetunió  | 1 – 3    | Svédország    | barátságos | -     |         |
| 2. | 1988. március 16. | Budapest, Népstadion     | Magyarország | 1 – 0    | Törökország   | barátságos | -     |         |
| 3. | 1990. március 28. | Budapest, Népstadion     | Magyarország | 1 – 3    | Franciaország | barátságos | -     |         |
|    | Összesen          |                          |              | 3        | mérkőzés      |            |       |         |